# Komínky
Komínky je název přírodní památky na katastrálním území Kostelany v okrese Kroměříž. Chráněné území, které je součástí evropsky významné lokality Natura 2000 Chřiby, je v péči Krajského úřadu Zlínského kraje.

## Předmět ochrany
Předmětem ochrany jsou skalní útvary z magurského pískovce. Skály se nacházejí ve vrcholové partii stejnojmenného vrchu o nadmořské výšce 519 metrů, patřícího do geomorfologického celku a pohoří Chřiby, zhruba 1 km směrem na východ od rekreačního střediska Bunč.

## Geologie a geomorfologie
Skalní útvary na vrcholu Komínků tvoří přibližně 40 metrů dlouhý pás, který převyšuje okolní terén o 50 metrů. Další skalní výchozy se vyskytují pod vrcholem na severním svahu hřbetu Komínků. Jedná se o mrazové sruby včetně nejvýše položené izolované skály, které jsou tvořené paleocenními hrubozrnými, silně zvětralými pískovci a slepenci račanské jednotky magurského flyše. Z hlediska mineralogického složení jsou tyto pískovce tvořeny křemenem, ortoklasem, biotitem, muskovitem, jílovými minerály, živci a fylity. V důsledku zvětrávání zde byly vymodelovány drobné geomorfologické tvary, jako jsou například voštiny a skalní mísy.

## Flóra
Původně byl vrchol Komínků odlesněný, nyní je porostlý listnatým lesem, který reprezentuje květnatá bučina, v níž se kromě buku lesního (Fagus sylvatica) vyskytuje též dub zimní (Quercus petraea) a habr obecný (Carpinus betulus). V bylinném patře převažuje strdivka jednokvětá (Melica uniflora) a hojně jsou zastoupeny také různé druhy kapradin. Byly zde zaznamenány i některé druhy vstavačovitých rostlin, jako je vemenik dvoulistý (Platanthera bifolia) a kruštík modrofialový (Epipactis purpurata).

## Historie

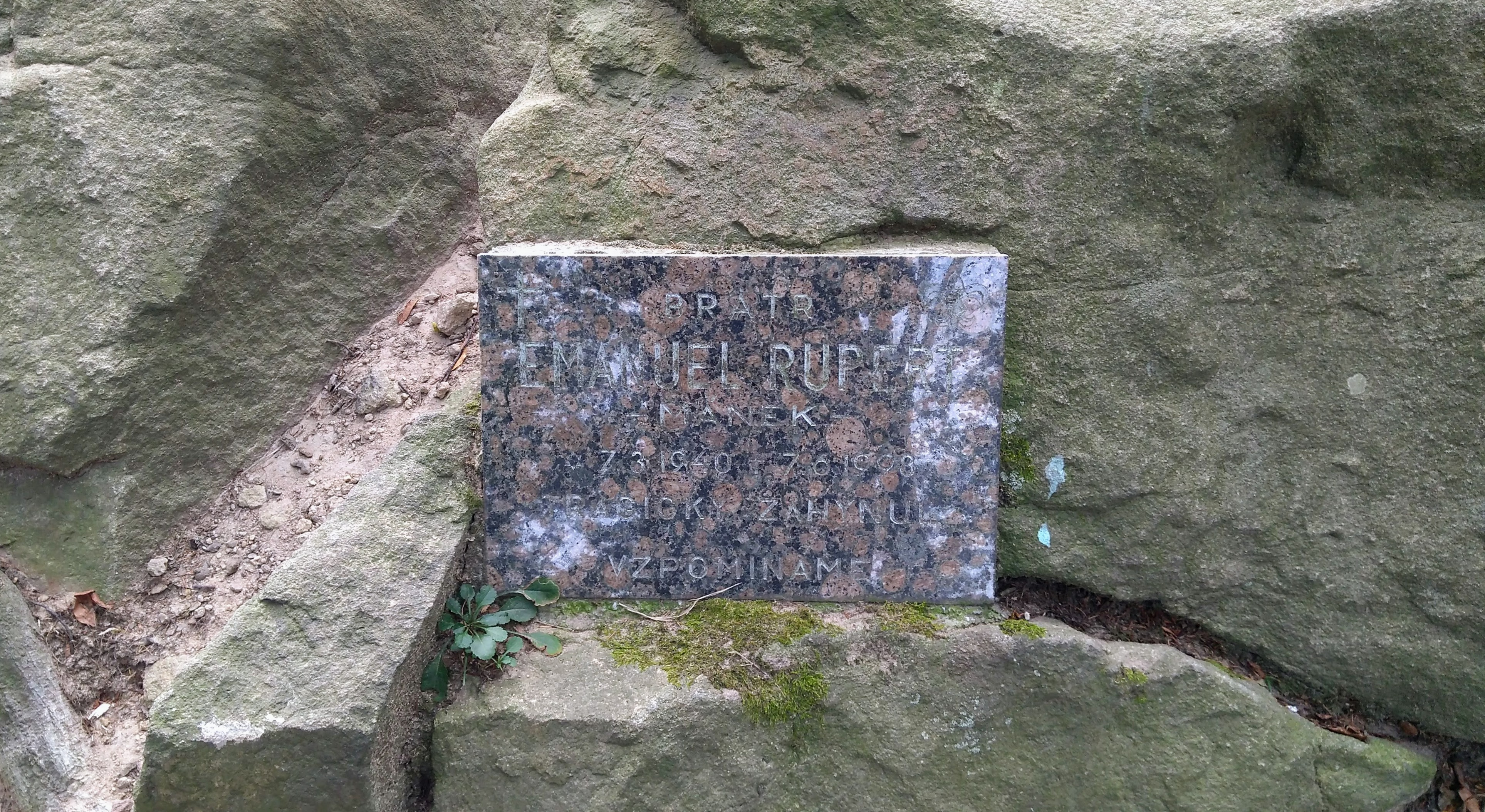
Pamětní deska

Traduje se, že v dávných dobách patřily Komínky mezi vrcholy, na nichž se zapalovaly signální ohně v případě ohrožení obyvatel regionu během vpádů nepřátelských vojsk. Vrchol Komínky býval považován za střed Moravy a na přelomu 19. a 20. století se stal oblíbeným výletním místem. Když sem měl v roce 1903 jako host majitelů místního panství zavítat rakouský následník trůnu František Ferdinand d'Este, nechala správa panství na nejvyšší skálu Komínků vytesat schůdky, upravit vyhlídkovou plošinu a opatřit ji železným zábradlím. Pod vrcholem je v jednom z kamenů vsazena pamětní deska připomínající, že zde v roce 1998 tragicky zahynul vůdce 11. oddílu kroměřížských skautů bratr Mánek, vlastním jménem Emanuel Rupert (1940–1998).